# Neet Oét Lottum
Neet Oét Lottum est un groupe musical néerlandais, originaire de Venlo, dans le Limbourg.  

## Histoire
Le groupe se forme au milieu des années 1990 en tant que groupe de reprises pour une représentation unique au carnaval, mais se tournera depuis vers une musique plus sérieuse. Le groupe est particulièrement populaire dans le nord du Limbourg. Le nom du groupe fait référence à l'expression « Ik kom neet oét Lottum », qui signifie à l'origine « Je ne suis pas fou, n'est-ce pas ? ».
La chanson Hald mich 's vas atteint la première place du Limbo Top 100 compilé par le radiodiffuseur régional L1 et entre dans le Top 2000 de Radio 2 à la 508e place en 2005. En 2007, la chanson atteint sa position la plus élevée, la 235e place. En février 2009, le groupe annonce sa séparation. En juin 2009, un dernier concert a lieu au Maaspoort de Venlo. 
En 2023, le retour du groupe est annoncé.

## Discographie
- 1998 : Flaai
- 2001 : Vertrokke
- 2005 : Krak
- 2006 : 10
- 2006 : 11
- 2008 : De reddende waeg